# Didelotia
Genre
Didelotia est un genre de plantes à fleurs dicotylédones de la famille des Fabaceae (Légumineuses), sous-famille des Caesalpinioideae, originaire d'Afrique et d'Amérique du Sud, qui comprend une douzaine d'espèces acceptées.
Ce sont des arbres qui poussent dans les forêts pluviales tropicales de plaine, souvent le long des cours d'eau.
Certaines espèces sont exploitées pour leur bois, parfois commercialisé sous le nom de « gombé », et utilisé comme bois d'œuvre pour la construction, la menuiserie, la fabrication de contreplaqués et panneaux lattés, ou bien transformé en charbon de bois.

## Liste d'espèces
Selon The Plant List (16 décembre 2018) :
- Didelotia africana Baill.
- Didelotia afzelii Taub.
- Didelotia brevipaniculata J.Leonard
- Didelotia engleri Dinkl. & Harms
- Didelotia engleriniculata J.Leonard
- Didelotia idae Oldeman & al.
- Didelotia ledermannii Harms
- Didelotia letouzeyi Pellegr.
- Didelotia minutiflora (A.Chev.) J.Leonard
- Didelotia morelii Aubrev.
- Didelotia pauli-sitai Letouzey
- Didelotia unifoliolata J.Leonard